# Entombed (album)
Entombed – kompilacja szwedzkiego zespołu deathmetalowego Entombed, wydana w 1997 roku przez wytwórnię Earache Records. Zawiera utwory będące reedycjami nagrań z wydanych wcześniej albumów EP.

## Lista utworów
1. „Out of Hand” – 3:08
2. „God of Thunder” – 4:40
3. „Black Breath” – 2:29
4. „Stranger Aeons” – 3:26
5. „Dusk” – 2:41
6. „Shreds of Flesh” – 2:04
7. „Crawl” – 5:30
8. „Forsaken” – 3:50
9. „Bitter Loss” – 3:55
10. „Night of the Vampire” – 4:59
11. „State of Emergency” – 2:34
12. „Vandal X” – 7:39

- Utwory od 1 do 3 pochodzą z EP „Out of Hand”
- Utwory od 4 do 6 pochodzą z EP „Stranger Aeons”
- Utwory od 7 do 9 pochodzą z EP „Crawl”
- Utwór 10 pochodzi ze splitu nagranego razem z The New Bomb Turks